# Lashebalta
Lashebalta (en georgiano: ლაშებალთა) es una aldea que pertenece a la parcialmente reconocida República de Osetia del Sur, parte del distrito de Znaur, aunque de iure pertenece al municipio de Tighvi de la región de Iberia Interior de Georgia.

## Geografía
Lashebalta se encuentra a orillas del río Prone oriental en la ladera oriental de la cordillera de Liji, a 6 km de Kornisi. La aldea se administra desde el pueblo de Balta.

## Historia
En la aldea se ha descubierto un monumento arqueológico del período achelense.
De 1922 a 1990, formó parte del distrito de Znaur del óblast autónomo de Osetia del Sur. De 1990 a 2006, formó parte del raión de Kareli y, desde 2006, forma parte del municipio de Tighva.  
Tras la guerra ruso-georgiana, ha estado ocupado por Rusia y controlado de facto por la República de Osetia del Sur. Según la división administrativa de Osetia del Sur, forma parte del distrito de Znaur.   